# Edmund Fetting
Edmund Andrzej Fetting était un acteur de théâtre et de cinéma polonais, également connu en tant que chanteur. Il a joué dans des pièces de Jerzy Antczak.

## Biographie
Fetting est né le 10 novembre 1927.
En 1947-1948, il se produit avec son ensemble de jazz « Marabou ». En 1949, il interrompt ses études à l'École de théâtre de Varsovie et entame une carrière théâtrale. Ses débuts ont lieu le 3 novembre 1949 sur la scène du Théâtre du Pays d'Opole à Opole, où il travaille jusqu'en 1952.Par la suite, Edmund Fetting joue dans les théâtres à Kalisz, (1952-1953), à Łódź (1953-1957), à Gdansk (1957-1960) ; et à partir de 1960 dans divers théâtres de Varsovie (jusqu'en 1988).
En parallèle, il commence sa carrière cinématographique en 1953.
Edmund Fetting est décédé à Varsovie le 30 janvier 2001 et a été enterré au cimetière de Powązki.

## Récompenses
Fetting a reçu la Croix de Chevalier de l'Ordre Polonia Restituta (1980) et la Croix d'Or du Mérite (1974).